# Sylwia Grzeszczak
Sylwia Karolina Grzeszczak, född 1989 i Poznań, är en polsk sångerska. Hon har släppt två studioalbum samt sex singlar från dessa två. Det första albumet spelade hon in tillsammans med den polska artisten Liber. Hennes soloalbum som släpptes år 2011 blev en stor succé då singlarna "Małe rzeczy" och "Sen o przyszłości" båda två toppade den polska singellistan.

## Diskografi

### Album
| År   | Album                                           | Topplaceringar |
| År   | Album                                           | Polen          |
| ---- | ----------------------------------------------- | -------------- |
| 2008 | Ona i On (med Liber) - Släppt: 21 november 2008 | 27             |
| 2011 | Sen o przyszłości - Släppt: 11 oktober 2011     | 1              |
| 2013 | Komponując siebie - Släppt: 11 juni 2013        | 5              |

### Singlar
- 2008 - "Nowe szanse" (med Liber)
- 2008 - "Co z nami będzie" (med Liber)
- 2009 - "Mijamy się" (med Liber)
- 2011 - "Małe rzeczy"
- 2011 - "Sen o przyszłości"
- 2012 - "Karuzela"
- 2013 - "Flirt"
- 2013 - "Pożyczony"
- 2013 - "Księżniczka"